# Australopithecina
Los australopitecinos (Australopithecina) son una subtribu de primates hominoideos, propuesta para agrupar a los géneros Ardipithecus, Kenyanthropus, Australopithecus, Paranthropus, Orrorin, Sahelanthropus y Graecopithecus. Sin embargo no hay acuerdo entre los científicos, pues varios opinan que los géneros citados forman parte de la subtribu Hominina, junto con el género Homo.